# 西南軍政長官公署
西南軍政長官公署是中華民國國防部在中國西南地區川、康、雲、貴、渝四省一市的派出機關，直隸行政院。1949年5月1日成立，駐重慶。1950年3月，随着国军在西昌战役中的失败而溃散。

## 沿革
1945年，中國抗日戰爭勝利，還都南京。1946年5月，國民政府軍事委員會委員長重慶行營成立，設在林森路“軍事委員會”原址（今解放西路重慶日報館），由原軍事委員會成都行轅和陸軍總部部分人員合併組成。主任何應欽（未到任），代主任張群，參謀長蕭毅肅，副參謀長余中英，秘書長劉壽朋。軍事委員會撤銷後，國防部成立，重慶行營改為國民政府主席重慶行轅。1947年5、6月間，張群調任行政院長。7月，朱紹良接任主任，蕭毅肅仍任參謀長，范誦堯任副參謀長，廖楷陶任秘書長。1948年3月，蔣介石就任總統，重慶行轅改為重慶綏靖公署，蕭毅肅升任副主任兼參謀長。1948年下半年，蕭毅肅調升國防部副參謀總長，由范誦堯代理參謀長。1949年1月，朱紹良調任福州綏靖公署主任兼福建省政府主席，由張群特任接替。1949年5月，重慶綏靖公署改稱西南軍政長官公署。
“行營”、“行轅”、“綏靖公署”及“軍政長官公署”都是國民政府和國防部在中國西南地區之派出機關，對各省市地方軍政機關是指導關係，不是隸屬關係。對轄區內部隊省督練、命令、指揮、調遣之權，但無人事和經理之權。對部隊人事管理直屬于國防部。

## 序列

### 1949年11月
西南軍政長官公署長官為張群，副長官為錢大鈞（鄧錫侯、楊森、賀國光、王纘緒、潘文華、孫震、唐式遵等先後增加為副長官）。参谋长萧毅肃。下轄川陝甘邊區綏靖公署（主任胡宗南）、川鄂綏靖公署（主任孫震）、貴州綏靖公署（主任谷正倫）、雲南綏靖公署（主任盧漢）、川湘鄂邊區綏靖公署（主任宋希濂）、第十五兵團（司令官羅廣文）、第二十一兵團（司令官郭汝瑰）、西康省政府（主席劉文輝）、西南軍政副長官（鄧錫侯）、新編第二十軍（軍長楊森）及四川、貴州、雲南、西康四省保安隊（西南第一路游擊總司令王纘緒兼，西南第二路游擊總司令唐式遵兼，西南第三路游擊總司令劉兆黎），兵力約共90萬人左右。

### 1950年3月
西南軍政長官公署長官顧祝同兼，代長官胡宗南，副長官賀國光、唐式遵。参谋长羅列，副參謀長沈策。下轄西昌警備總司令部（總司令賀國光兼）、西南游擊第二路（總司令唐式遵兼）、第七兵團、第27軍兼西南軍政長官公署反共救國軍第3路（軍長劉孟廉）、第五兵團兼反共救國軍第2路（司令胡長青）、寧雅聯防司令部兼反共救國軍第1路（總指揮羊仁安）、寧屬靖邊司令部（司令鄧德亮），總兵力3萬人左右。

## 西南軍政
1949年8月29日，蔣在重慶主持西南軍政人員會議，會中決以隴南與陝南為決戰地區。會議認為人民解放軍不一定會立即進軍西南；如欲入川，必從川北而來，因為鄂西、湘西、川東一帶地形險阻，交通不便，行動困難，而川北則交通便利。蔣據此分析，「決定拒『匪』於川境之外，即以隴南與陝南為決戰地帶，而不在川境之內與『匪』周旋。」:701蔣自知「兩廣勢難保持，在華南丟掉後，在大陸上必須保有西南地區」，將來才能與台灣及沿海島嶼相配合，進行「反攻」:703。國民政府遷往成都後，於12月7日改派顧祝同為西南軍政長官，胡宗南為副長官兼參謀長。12月底，由胡宗南代理西南軍政長官，移駐西昌縣。
1950年3月，中國人民解放軍進入西昌，西南軍政長官公署潰散:808。解放軍西南军区发起西昌战役。3月26日，解放军抵达西昌大箐梁子。夜间，代理长官胡宗南、副长官贺国光乘飞机离开西昌。27日，解放军第15军44师攻占西昌县城。3月27日，華中軍政長官公署及西南軍政長官公署撤銷。